# تروپ (تگزاس)
تروپ، تگزاس(به انگلیسی: Troup, Texas) شهری در ایالت تگزاس از ایالات جنوبی ایالات متحده آمریکا است. در سرشماری سال ۲۰۰۰، جمعیت این شهر ۲۰۸۲ نفر اعلام شد.